# Jo Mulkens
Johannes (Jo) Mulkens (Maastricht, 8 september 1956) is een voormalig Nederlands voetballer.
De centrale middenvelder behoorde van 1973 tot en met 1979 tot de selectie van MVV. Voor deze ploeg kwam hij uit in de Eredivisie en Eerste divisie. Deze talentvolle middenvelder had ook de keuze uit SC Anderlecht-Club Brugge en Hertha BSC, maar bleef in Nederland bij MVV waar hij als 17-jarige zijn debuut maakte in de Eredivisie.
Tevens speelde hij 33 keer voor diverse Nederlandse Jeugdelftallen O15-O17 en UEFA jeugd. In seizoen 1979/80 stond hij onder contract van Eindhoven. Op 4 mei 1980 scoorde hij het duizendste doelpunt van Eindhoven in de eerste divisie. Vanaf 1980 speelde hij voor Patro Eisden in de Belgische Derde klasse.In dat seizoen ontving hij de zilveren bal als topscorer van 2e en 3e nationale.
Daarna was hij nog actief in België bij FC Assent - FC Union Huy - Rapid Spouwen - VV Bilsen.
Door een hardnekkige knieblessure (voorste kruisband afgescheurd) moest hij op 30-jarige leeftijd zijn voetbalcarrière beëindigen.
Daarna werd hij trainer-coach in het amateur voetbal